# Phragmatobia discostriata
Phragmatobia discostriata là một loài bướm đêm thuộc phân họ Arctiinae, họ Erebidae.